# Шмидт, Александр Эдуардович (врач)
Александр Эдуардович (Генрихович) Шмидт (1848 — после 1911) — российский медик-акушер. Действительный статский советник

## Биография
Родился в 1848 году.
В 1867 году окончил Ларинскую гимназию. Затем учился в Петербургской медико-хирургической академии, по окончании курса которой в 1873 году был определён с 5 мая 1874 года ординатором Мариинского родовспомогательного дома. 
В 1877—1878 годах был в действующей армии во время Русско-турецкой войны. Затем был в заграничной командировке для изучения акушерства и женских болезней. В 1881 году получил звание доктора медицины. 
В 1883 году стал преподавателем повивальной школы Мариинского родовспомогательного дома, а в 1884 году был назначен его директором; 26 февраля 1892 года был произведён в действительные статские советники. 
Кроме того, он был внештатным старшим медицинским чиновником при медицинском департаменте Министерства внутренних дел и с 1909 года — почётным лейб-медиком.
В 1889, 1899 и 1907 годах консультировал архитекторов при создании проектов расширения и перестройки родовспомогательного дома.
Основные работы: 
- «Канал маточной шейки в родильном периоде» («Медицинский вестник», 1876);
- «К вопросу о распознавании внематочной беременности» («Медицинский вестник», 1877);
- «Из госпитальной гинекологической клиники за 1875—1876 и 1876—1877 годы» (СПб.)
- «Критические и экспериментальные исследования о маточном шве. Материал к технике кесаревого сечения» (СПб.: тип. т-ва «Обществ. польза», 1881. — II, 123 с.) — диссертация на степень доктора медицины.

## Награды
- орден Св. Анны 2-й ст. (1889)
- орден Св. Владимира 3-й ст. (1894)
- орден Св. Станислава 1-й ст. (1896)
- орден Св. Анны 1-й ст. (1902)